# Логвиненко, Василий Ефимович
Василий Ефимович Логвиненко — председатель ВСЕХБ (1985-1990) и РС ЕХБ (1980—1993).

## Биография
Василий Логвиненко родился 28 марта 1925 года в селе Баланины Одесской области в семье верующих родителей.
В 1931 году родители переехали в Одессу. Этот город стал для Василия Ефимовича родным. Он был крещён в Одесской Пересыпской церкви ЕХБ в 1942 году.
В 1944 году он ушел на фронт и вернулся после демобилизации в Одессу. Здесь он вступил в брак с сестрой по вере Эмилией Савельевной Довгань.
С 1948 года В. Е. Логвиненко начал сочетать гражданский труд с духовным служением в качестве проповедника, а затем — диакона Пересыпской церкви.
В 1965 году он получил высшее образование, закончив местный инженерно-строительный институт.
С 1969 года он нес пресвитерское служение в Одессе, затем переехал в Москву для служения старшего пресвитера по России.
В 1985 году на съезде ВСЕХБ Василий Ефимович был избран председателем ВСЕХБ (при генеральном секретаре А. М. Бычкове) и прослужил на этом посту до февраля 1990 года. После избрания нового председателя ВСЕХБ Логвиненко остался в России и до октября 1993 года продолжал служение председателя Союза ЕХБ России (преобразовавшегося в РС ЕХБ). После 1993 года вернулся в Одессу, где и провел последние годы жизни.